# Jean-Baptiste Lemoyne
Jean-Baptiste Lemoyne (15. února 1704 – 1778) byl francouzský sochař.

## Život
Narodil v Paříži roku 1704. Jeho otec byl také sochařem. Jean se později stal studentem známého sochaře Roberta Le Lorraina.
Získal římskou cenu, kterou uděluje francouzská instituce Académie royale de peinture et de sculpture. Jean se zanedlouho stal členem této instituce a posléze ředitelem. Po pár letech začal vytvářet sochy převážně pro Versailles. Jean byl rovněž oblíbencem Madame de Pompadour, která byla jednou z milenek Ludvíka XV. Mezi nejznámější sochy, které Jean vytvořil, byly sochy Vertumnuse a Pomony, dvou postav z Ovidiových proměn. Mezi další významné sochy patří busty Ludvíka XV. či jeho socha před vojenskou vysokou školou Ecole Militaire, která byla během francouzské revoluce zničena.
Další známé busty, které vytvořil jsou: busta francouzského vědce Reného-Antoina Ferchault de Réaumura, malíře Noëla-Nicolase Coypela, filosofa Bernarda le Bovier de Fontenella, Madame de Pompadour a Marie-Antoinetty.
Jean zemřel v Paříži roku 1778.

## Galerie

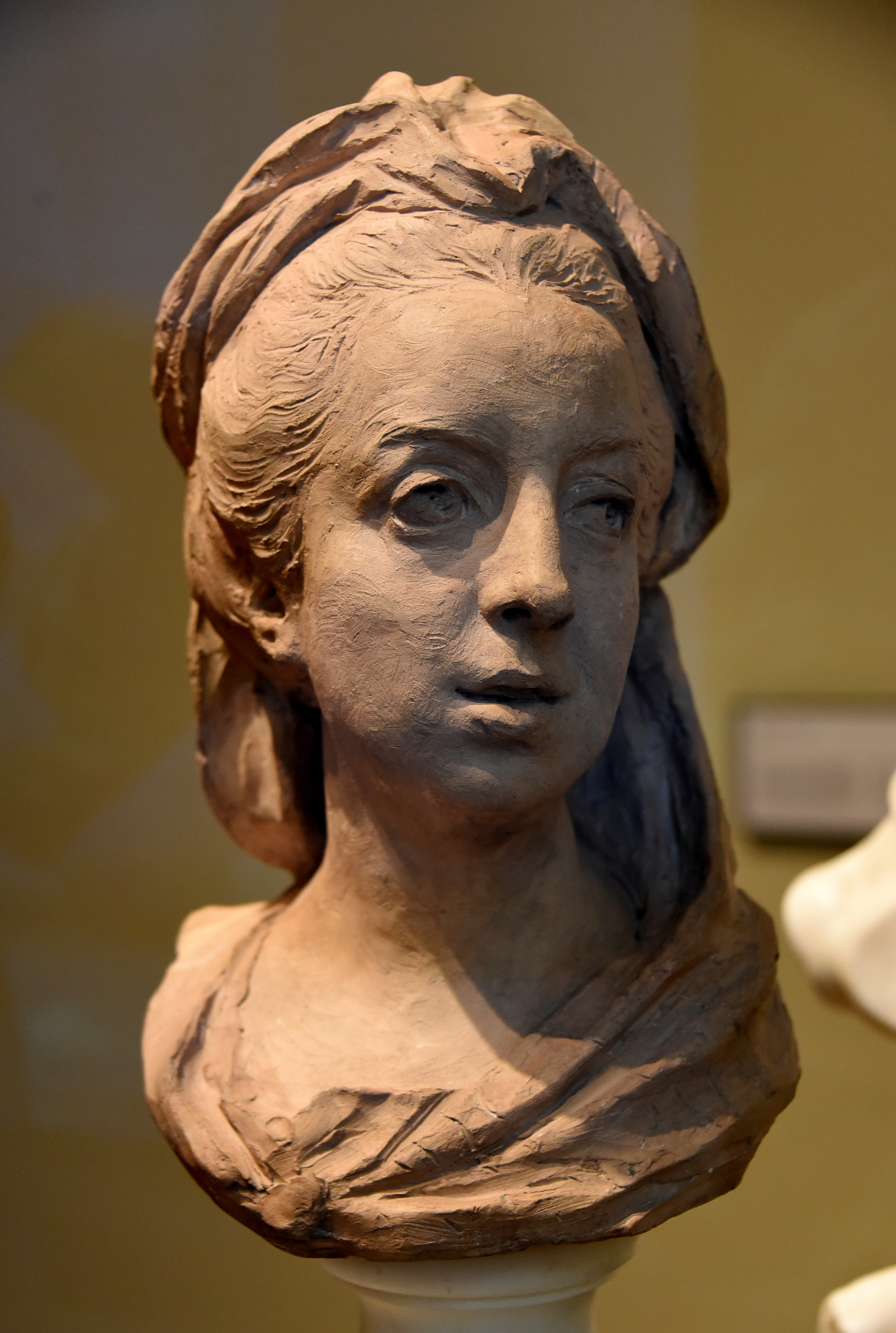
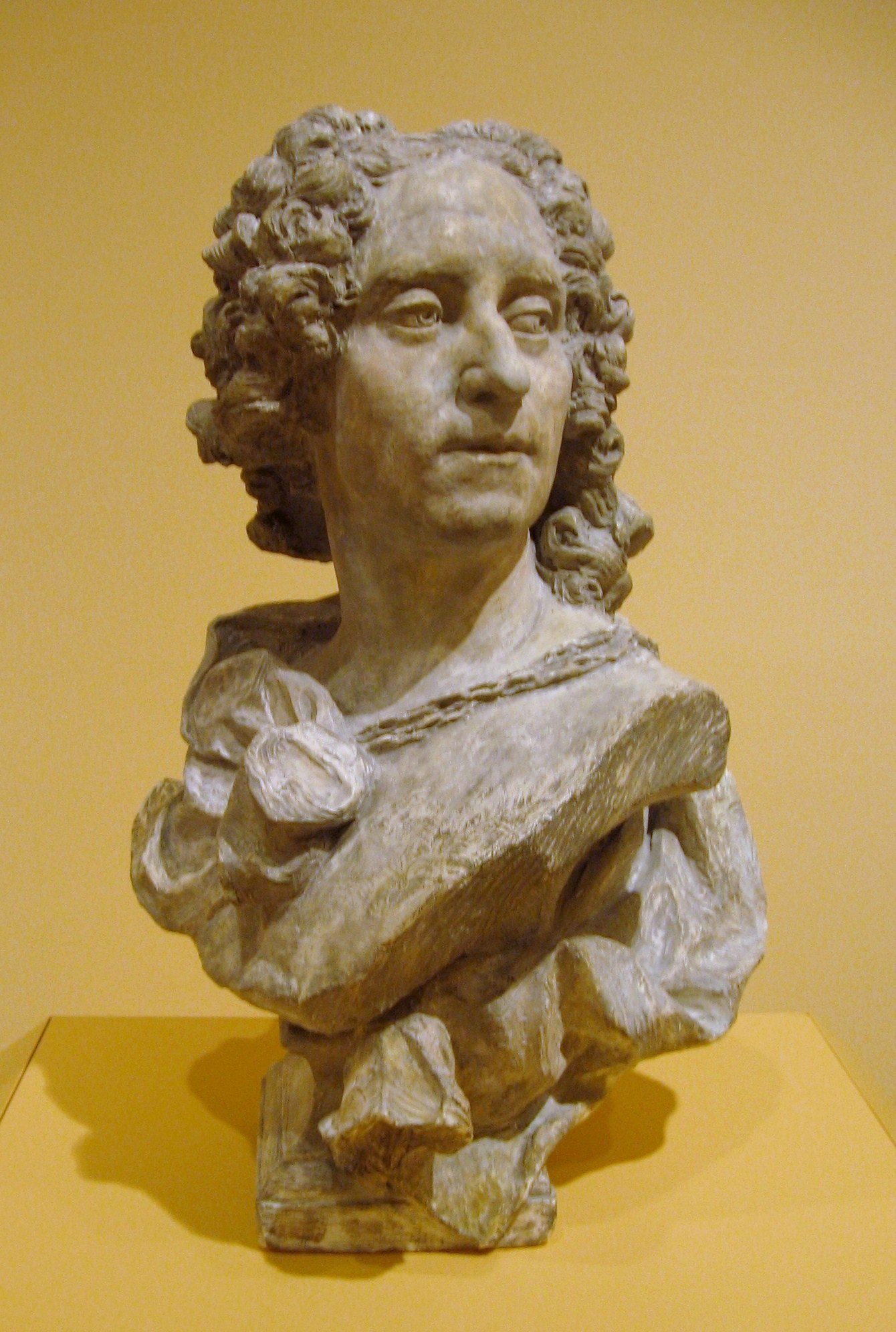
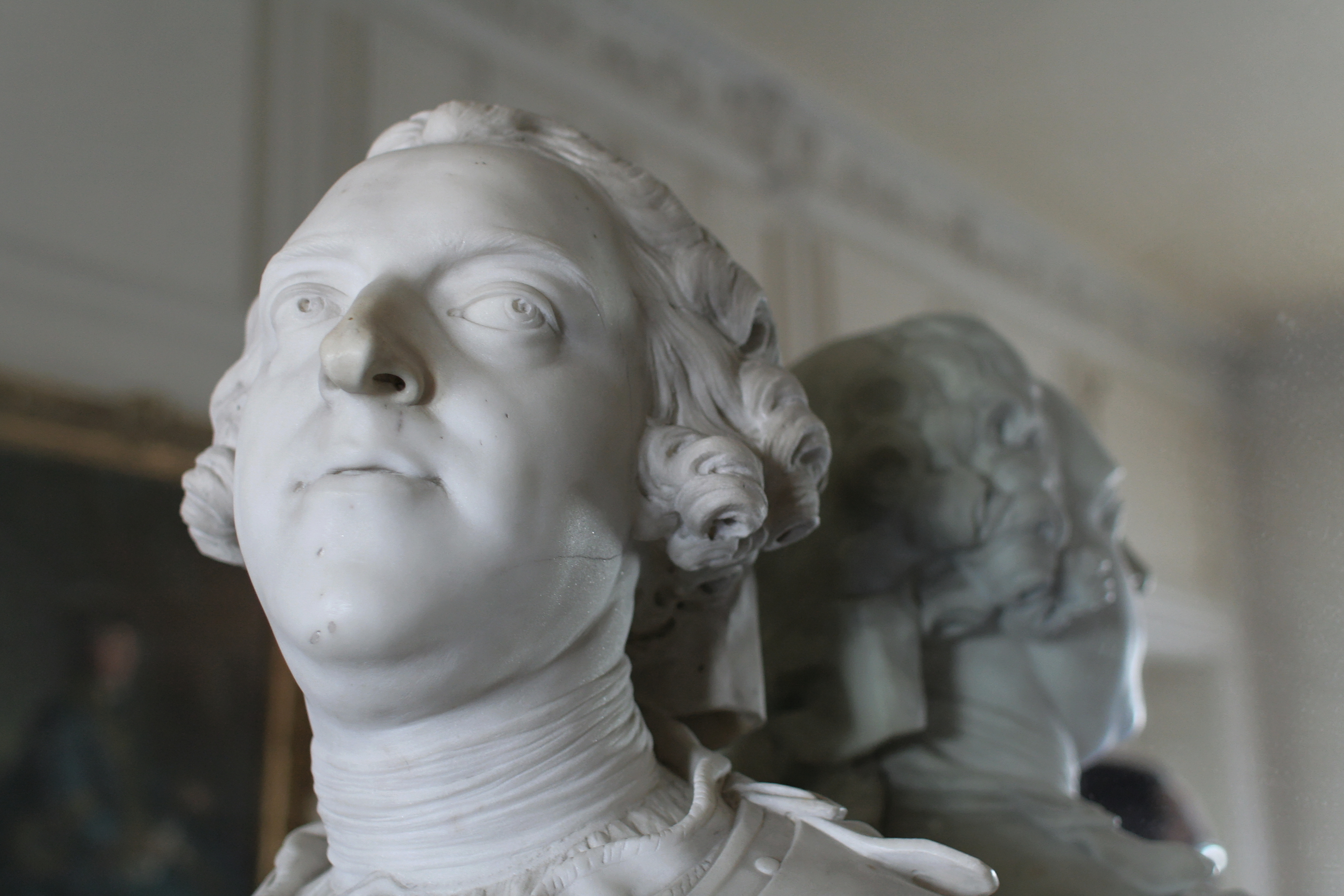
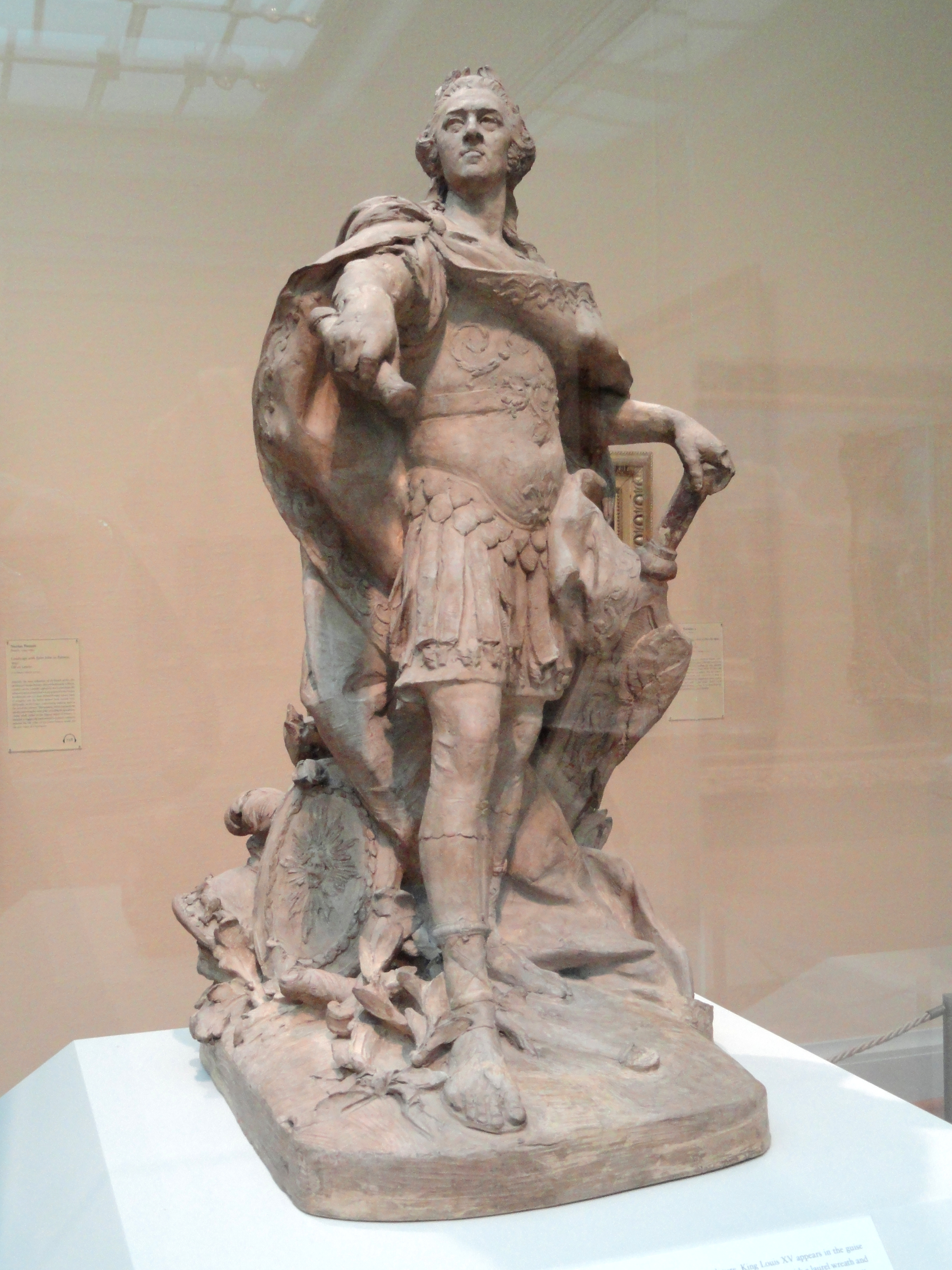
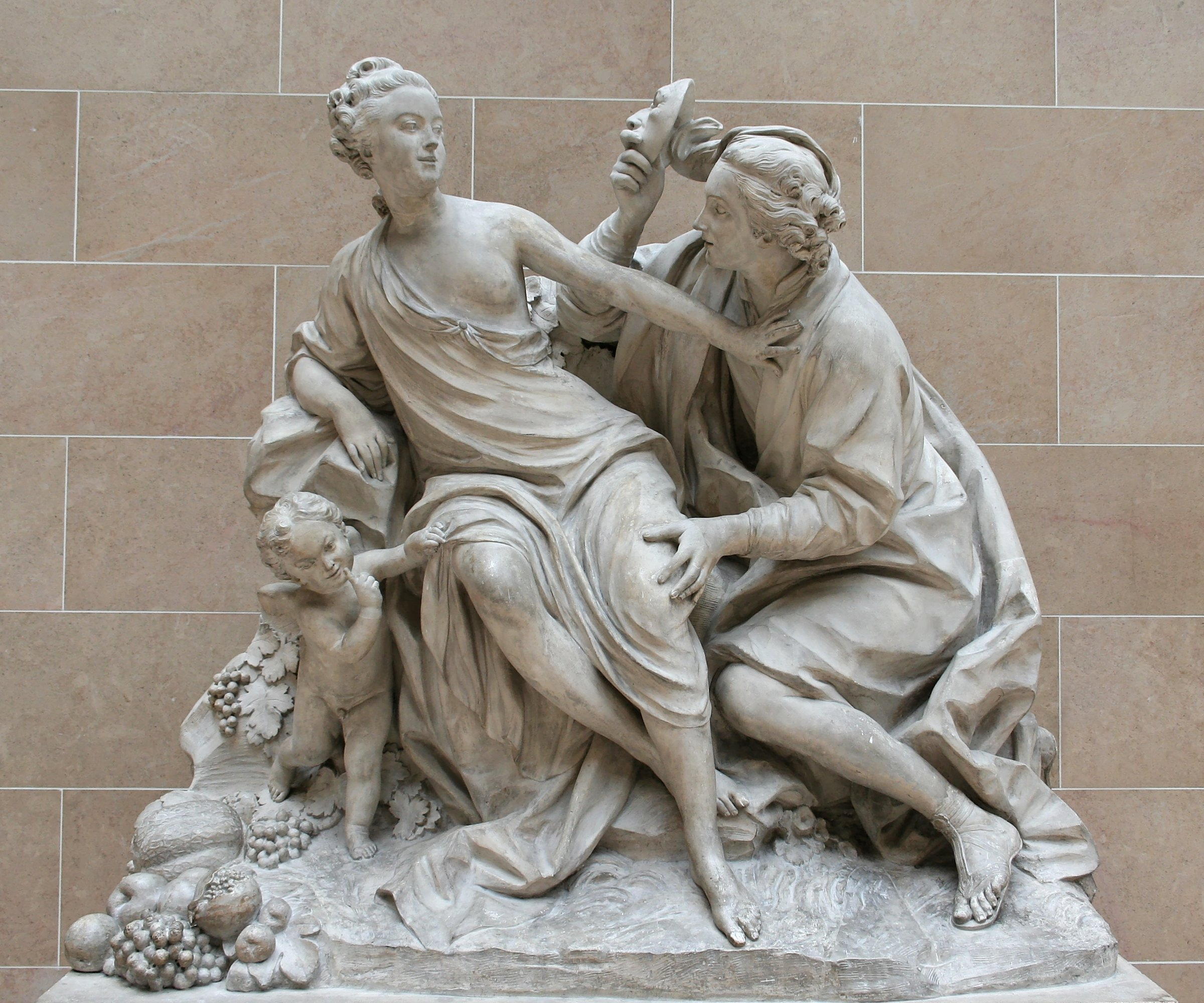
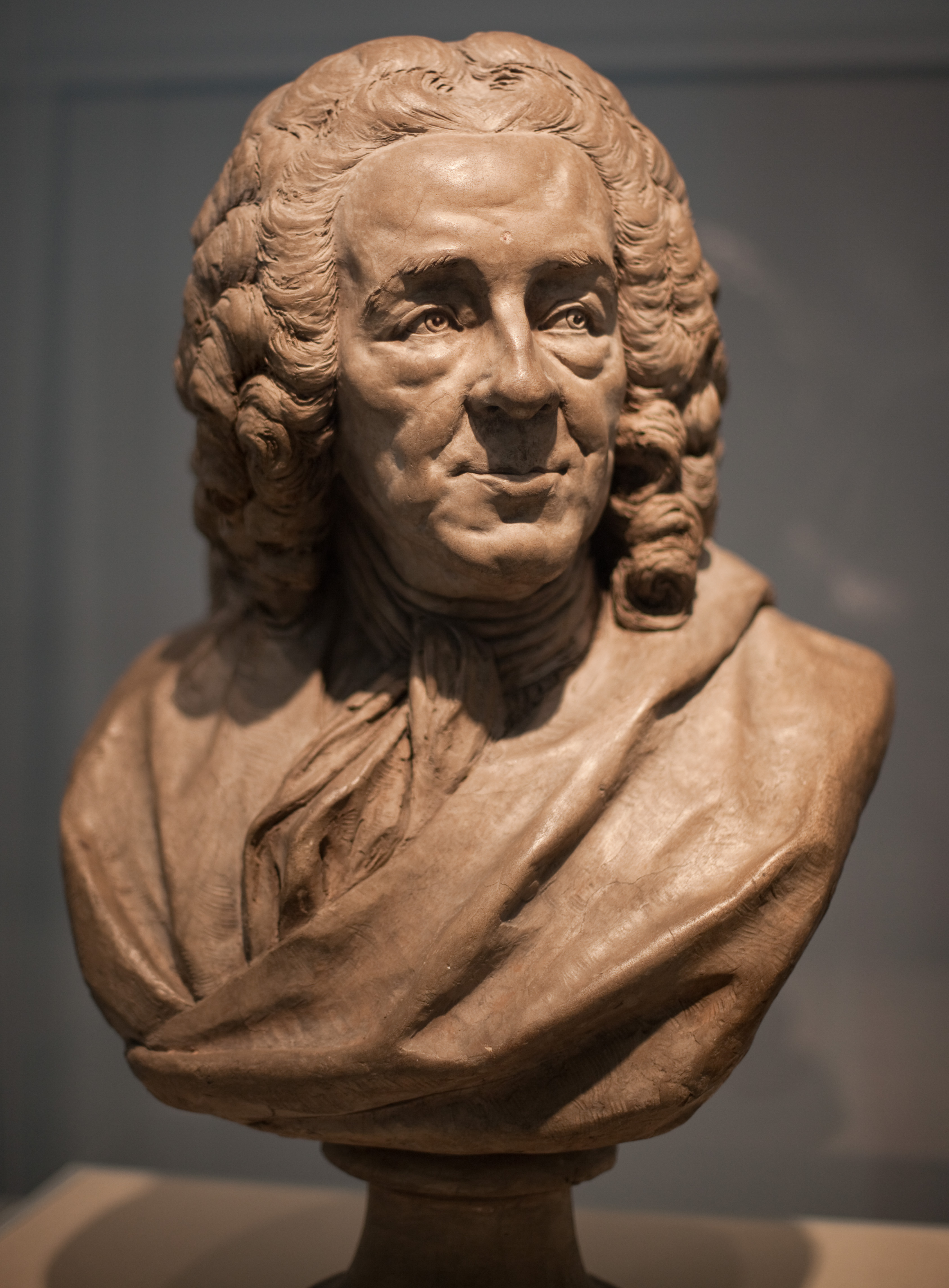
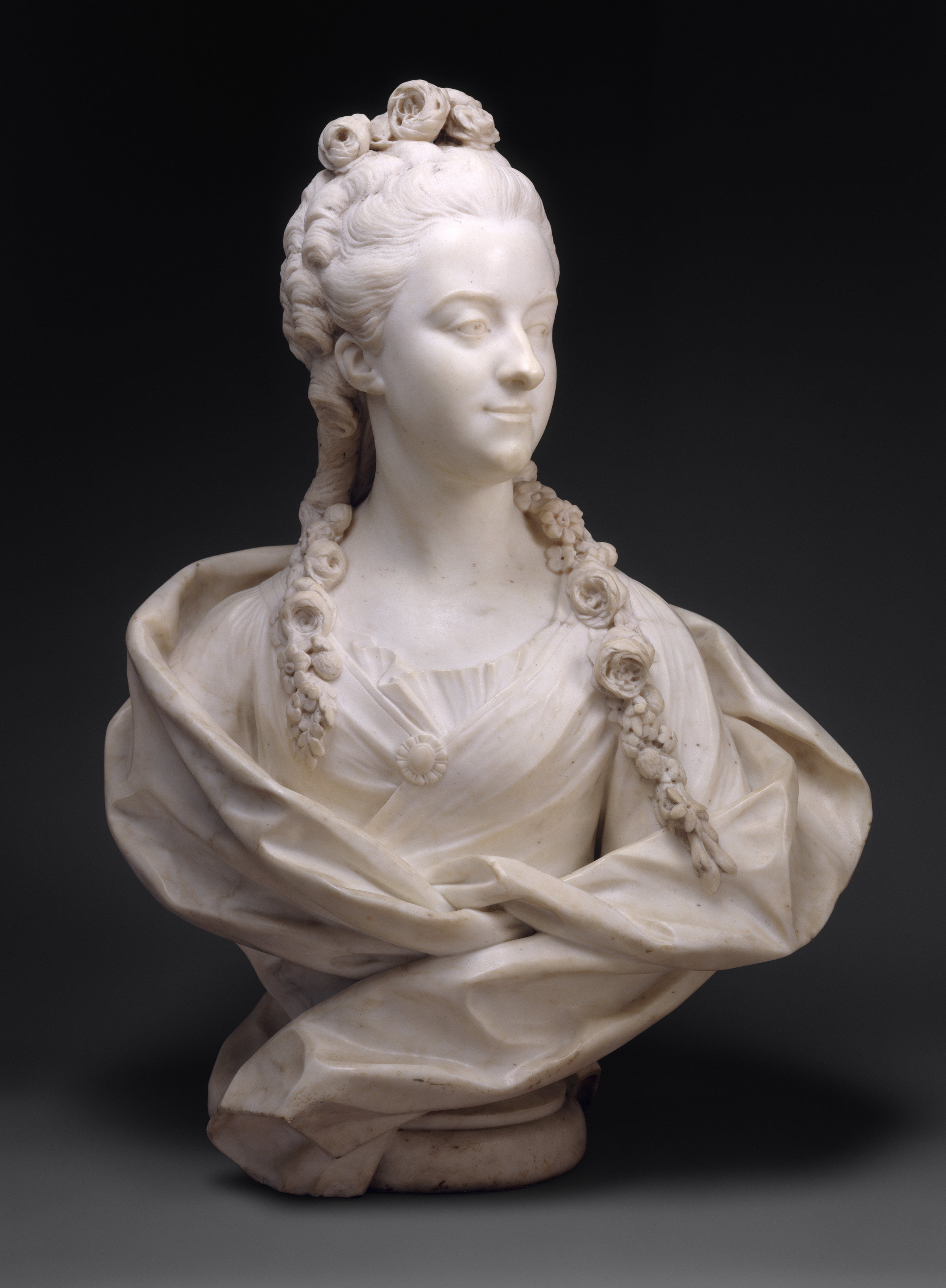
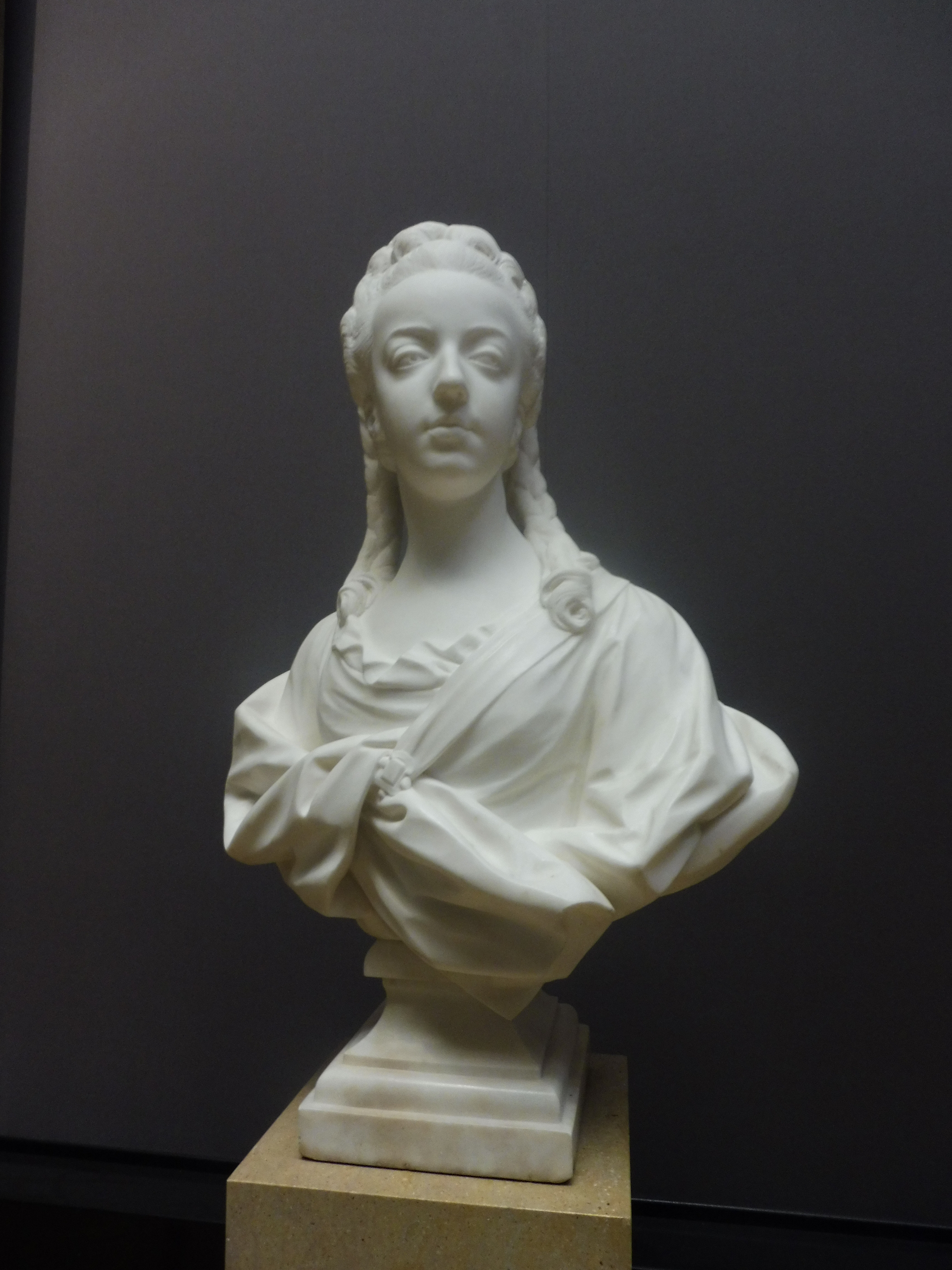
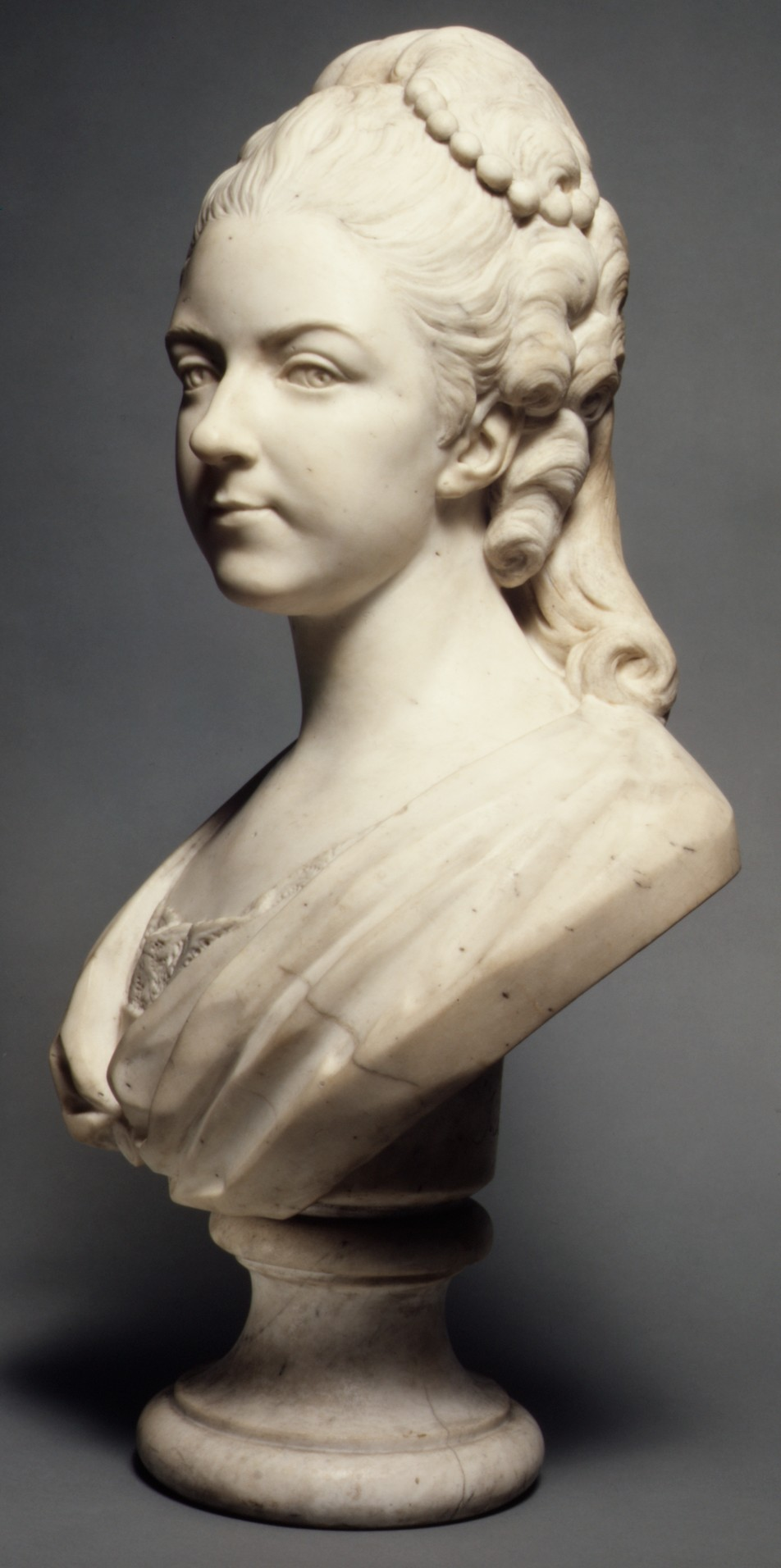